# Saint-Joseph-du-Moine
Saint-Joseph-du-Moine ou simplement Le Moine est un village canadien du comté d'Inverness, situé sur la côte ouest de l’île du Cap-Breton en Nouvelle-Écosse. Il forme avec Chéticamp et Margaree la région francophone du comté.
Saint-Joseph-du-Moine est situé au bord du golfe du Saint-Laurent, au pied des hautes terres du Cap-Breton. Le village compte le hameau de Grand-Étang, le village de Saint-Joseph-du-Moine à proprement parler puis les hameaux de Terre Noire et Cap Lemoyne.
Saint-Joseph-du-Moine possède un campus de l'Université Sainte-Anne.

## Géographie

### Climat
Saint-Joseph-du-Moine bénéficie d'un climat tempéré caractérisé par des hivers doux et des étés sans chaleur excessive. La situation de l'île du Cap-Breton entre le golfe du Saint-Laurent et l'océan Atlantique influence le climat, en causant des changements rapides de température, des redoux en hiver, du brouillard et un enneigement abondant, de l'ordre de 300 à 400 centimètres par hiver. De plus, les tempêtes tropicales sont fréquentes à l'automne et la neige peut être présente jusqu'en juin en altitude. Le vent dominant vient de l'ouest pendant presque toute l'année et est généralement doux, sauf pendant 4 à 6 semaines au printemps où il souffle de l'est. Lorsque le vent du sud-est, ou Suête, souffle sur le plateau, il prend de la vitesse et s'abat sur la côte ouest. Phénomène plutôt rare, le suête peut donner des rafales de vent allant jusqu'à 200 kilomètres à l'heure pouvant causer des dégâts importants et des accidents. Les vieilles maisons étaient autrefois attachées avec du fil d'acier pour éviter qu'elles s'envolent, et la population a su s'adapter à ces conditions en reconnaissant les signes avant-coureurs et en construisant des maisons plus solides qu'ailleurs et en adaptant les toitures. De plus, l'arrivée du suête est annoncée à la radio. Malgré ces conditions climatiques extrêmes, Chéticamp bénéficie de nombreuses journées calmes ou ensoleillées.
La première station météorologique fut installée à Chéticamp en 1935 mais il n'y a pas de relevés disponibles entre 1945 et 1956.
| Mois                                        | jan.       | fév.      | mars       | avril     | mai       | juin      | jui.      | août      | sep.      | oct.      | nov.      | déc.       | année   |
| ------------------------------------------- | ---------- | --------- | ---------- | --------- | --------- | --------- | --------- | --------- | --------- | --------- | --------- | ---------- | ------- |
| Température minimale moyenne (°C)           | −8,9       | −10,6     | −6,4       | −0,7      | 4,4       | 9,6       | 14        | 13,7      | 9,8       | 5,1       | 0,8       | −4,6       | 2,2     |
| Température moyenne (°C)                    | −4,9       | −6,3      | −2,2       | 3,1       | 9         | 14,3      | 18,3      | 18        | 13,8      | 8,7       | 4         | −1,3       | 6,2     |
| Température maximale moyenne (°C)           | −0,9       | −2        | 2          | 7         | 13,7      | 18,9      | 22,7      | 22,2      | 17,8      | 12,3      | 7,1       | 2          | 10,6    |
| Record de froid (°C) date du record         | −29,5 1957 | −29 1993  | −23,3 1967 | −14 1978  | −6,1 1962 | −1,7 1967 | 3,5 1992  | 4,4 1965  | −1,1 1956 | −6 1984   | −16 1978  | −19,5 1989 |         |
| Record de chaleur (°C) date du record       | 18 1990    | 16 1981   | 18,9 1976  | 23,5 1982 | 29,5 1992 | 31,5 1994 | 32 1994   | 31,5 1987 | 30 1983   | 25,5 1983 | 23 1982   | 18,3 1966  |         |
| Précipitations (mm)                         | 145,8      | 108,8     | 107,5      | 86,1      | 82,7      | 92,4      | 90,2      | 104,7     | 118,7     | 141,7     | 148       | 164,4      | 1 391,1 |
| dont pluie (mm)                             | 59,1       | 38,7      | 52,5       | 59,4      | 80,2      | 92,4      | 90,2      | 104,7     | 118,7     | 139,5     | 127,1     | 91         | 1 053,6 |
| dont neige (cm)                             | 86,7       | 70,2      | 55         | 26,7      | 2,5       | 0         | 0         | 0         | 0         | 2,2       | 21        | 73,4       | 337,6   |
| Record de pluie en 24 h (mm) date du record | 59 1985    | 59,4 1976 | 49 1994    | 49,8 1962 | 38,1 1967 | 110 1973  | 53,3 1973 | 87,4 1960 | 58,7 1972 | 59,8 1978 | 74,4 1976 | 61 1990    |         |

## Logement
La subdivision C du comté d'Inverness comptait 3300 logements privés en 2006, dont 2428 occupés par des résidents habituels. Parmi ces logements, 81,2 % sont individuels, 2,3 % sont jumelés, 0,0 % sont en rangée, 0,4 % sont des appartements ou duplex et 8,7 % sont des immeubles de moins de cinq étages. Enfin, 7,4 % des logements entrent dans la catégorie autres, tels que les maisons-mobiles. 82,3 % des logements sont possédés alors que 17,7 % sont loués. 77,9 % ont été construits avant 1986 et 10,1 % ont besoin de réparations majeures. Les logements comptent en moyenne 6,4 pièces et 1,0 % des logements comptent plus d'une personne habitant par pièce. Les logements possédés ont une valeur moyenne de 131 485 $, comparativement à 158 000 $ pour la province.

## Démographie
Saint-Joseph-du-Moine, Chéticamp et Terre-Noire comptait ensemble 3040 habitants en 2006, soit une baisse de 9,4 % en dix ans.
Les informations suivantes proviennent soit du Nova Scotia Community Counts, soit du recensement effectué en 2006 par Statistique Canada. Le premier inclut la ville de Chéticamp et le second inclut toute la subdivison A du comté d'Inverness. Plusieurs informations peuvent donc être sensiblement différentes pour le cas de Saint-Joseph-du-Moine. Il y a en tout 2430 ménages dont 1760 familles. Les ménages comptent en moyenne 2,4 personnes tandis que les familles comptent en moyenne 2,8 personnes. Les ménages sont composés de couples avec enfants dans 22,8 % des cas, de couples sans enfants dans 39,7 % des cas et de personnes seules dans 26,5 % des cas alors que 11,1 % des ménages entrent dans la catégorie autres (familles monoparentales, colocataires, etc.). 78,4 % des familles comptent un couple marié, 9,4 % comptent un couple en union libre et 11,9 % sont monoparentales. Dans ces dernières, une femme est le parent dans 85,7 % des cas. L'âge médian est de 48,1 ans, comparativement à 41,8 ans pour la province. 86,9 % de la population est âgée de plus de 15 ans, comparativement à 84,0 % pour la province. Les femmes représentent 51,6 % de la population, comparativement à 51,9 % pour la province. Chez les plus de 15 ans, 26,2 % sont célibataires, 54,8 % sont mariés, 3,0 % sont séparés, 6,4 % sont divorcés et 10,9 % sont veufs. De plus, 6,7 % vivent en union libre.
Les autochtones représentent 3,2 % de la population et 0,5 % des habitants font partie d'une minorité visible. Les immigrants représentent 1,6 % de la population et 0,0 % des habitants sont des résidents permanents. 0,2 % des habitants ne sont pas citoyens canadiens et 93,1 % des habitants âgés de plus de 15 ans sont issus de familles établies au Canada depuis trois générations ou plus. En date du 16 mai 2006, 91,0 % des gens avaient la même adresse depuis au moins un an alors que 6,4 % habitaient auparavant ailleurs dans la même ville, que 1,6 % habitaient ailleurs dans la province, que 1,5 % habitaient ailleurs au pays et que 0,0 % habitaient ailleurs dans le monde. À la même date, 79,3 % des gens avaient la même adresse depuis au moins cinq ans alors que 10,8 % habitaient auparavant ailleurs dans la même ville, que 2,9 % habitaient ailleurs dans la province, que 5,7 % habitaient ailleurs au pays et que 0,3 % habitaient ailleurs dans le monde.
La langue maternelle est le français chez 66,9 % des habitants, l'anglais chez 30,6 % et les deux langues chez 1,1 % alors que 1,9 % sont allophones. Les deux langues officielles sont comprises par 75,1 % de la population alors que 3,7 % des habitants sont unilingues francophones, que 20,5 % sont unilingues anglophones et que 0,0 % ne connaissent ni l'anglais ni le français. Le français est parlé à la maison par 58,7 % des gens, l'anglais par 38,2 %, les deux langues officielles par 1,5 %, le français et une langue non officielle par 0,0 %, l'anglais et une langue non officielle par 0,0 % et une langue non officielle seule par 1,4 %. Le français est utilisé au travail par 47,1 % des employés et l'anglais par 44,0 % alors que 8,2 % des employés utilisent les deux langues officielles, que 0,0 % utilisent le français et une langue non officielle, que 0,0 % utilisent l'anglais et une langue non officielle et que 0,0 % utilisent uniquement une langue non officielle.
Chez les plus de 15 ans, 48,7 % n'ont aucun certificat, diplôme ou grade, 7,6 % ont uniquement un diplôme d'études secondaires ou l'équivalent et 38,4 % détiennent aussi un certificat, un diplôme ou un grade post-secondaire; par comparaison, ces taux s'élèvent à 26,8 %, 22,8 % et 50,4 % au provincial. Parmi la même tranche d'âge, 28,7 % possèdent un diplôme d'un programme de un ou de trois ans au collège ou l'équivalent, 2,5 % détiennent un diplôme ou un certificat universitaire inférieur au baccalauréat et 7,2 % ont un certificat, un diplôme ou un grade universitaire plus élevé. Parmi ces diplômés, 10,5 % sont formés en enseignement, 3,3 % en arts ou en communications, 4,2 % en sciences humaines, 4,2 % en sciences sociales ou en droit, 19,2 % en commerce, en gestion ou en administration, 1,4 % en sciences et technologies, 4,2 % en mathématiques ou en informatique, 30,1 % en architecture, en génie ou dans des domaines connexes, 2,1 % en agriculture, en ressources naturelles ou en conservation, 15,2 % en santé, parcs, récréation ou conditionnement physique, 5,4 % en services personnels, de protection ou de transport et 0,0 % dans d'autres domaines. Les diplômés post-secondaires ont terminé leurs études à l'extérieur du pays dans 3,7 % des cas.

## Administration

### Conseil municipal
Saint-Joseph-du-Moine fait partie de la municipalité du comté d'Inverness, dont le chef lieu est Port Hood. Le préfet est A.J. MacDougal et le vice-préfet est Duart Macaulay. Saint-Joseph-du-Moine fait partie de la Division 1, qui est représenté au conseil municipal par Daniel Boudreau. La Division 1 comprend aussi les communautés anglophones de Pleasant Bay et Meat Cove. La municipalité ne possède pas d'annexe au village mais le seul employé bilingue visite une fois par semaine.

### Représentation et tendances politiques
Au niveau provincial, Saint-Joseph-du-Moine fait partie de la circonscription d'Inverness. Celle-ci est représentée à l'Assemblée législative de la Nouvelle-Écosse par Allan MacMaster du parti progressiste-conservateur de la Nouvelle-Écosse.
Au niveau fédéral, Saint-Joseph-du-Moine fait partie de la circonscription de Cape Breton—Canso. Celle-ci est représentée à la Chambre des communes du Canada par le libéral Rodger Cuzner.
La population de Saint-Joseph-du-Moine a peu de poids politique, que ce soit au niveau municipal, provincial ou fédéral. De plus, peu de personnalités politiques sont originaires de la région.

## Vivre à Saint-Joseph-du-Moine
La plupart des services sont offerts à Chéticamp. Le village possède toutefois une salle paroissiale, une église catholique, un campus de l'université Sainte-Anne, des logements à prix modiques (Complexe Bellevue), etc.

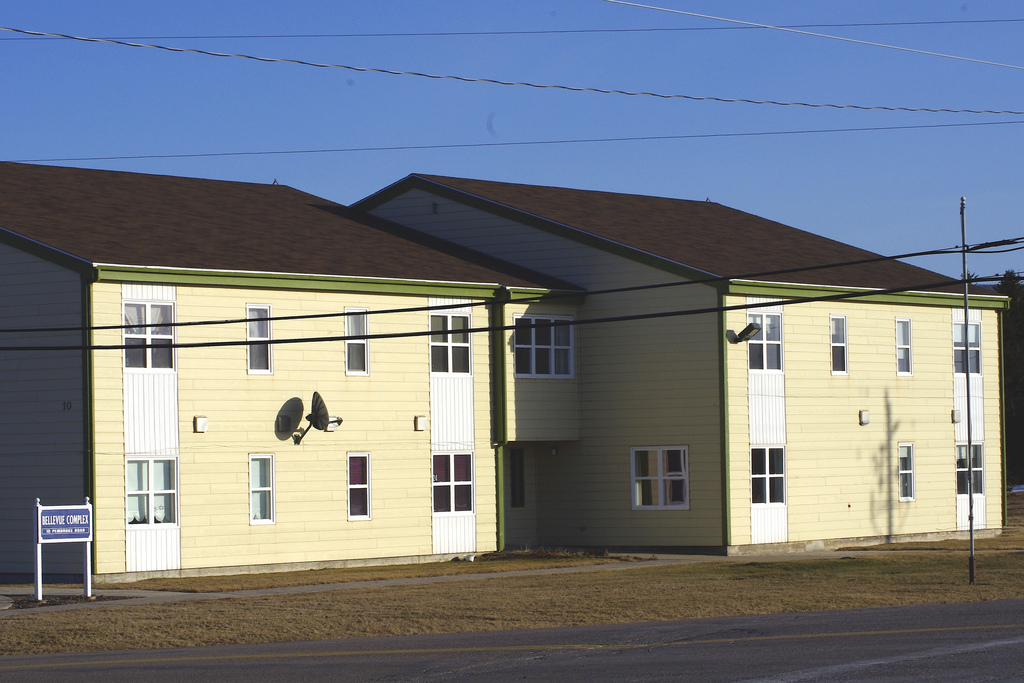
Complexe Bellevue.
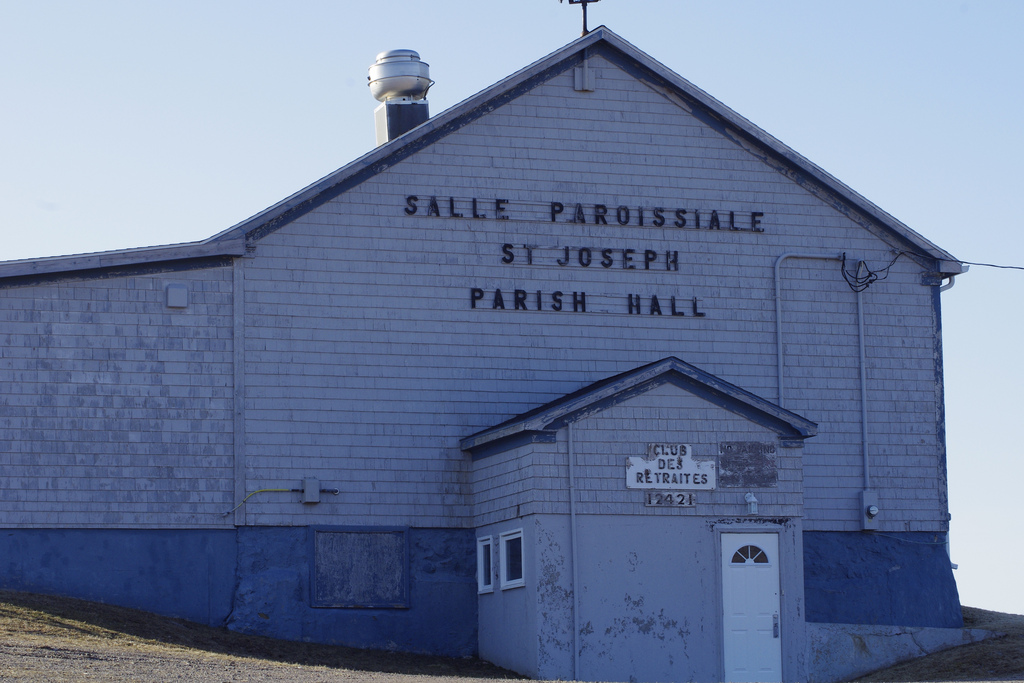
Salle paroissiale.

## Culture

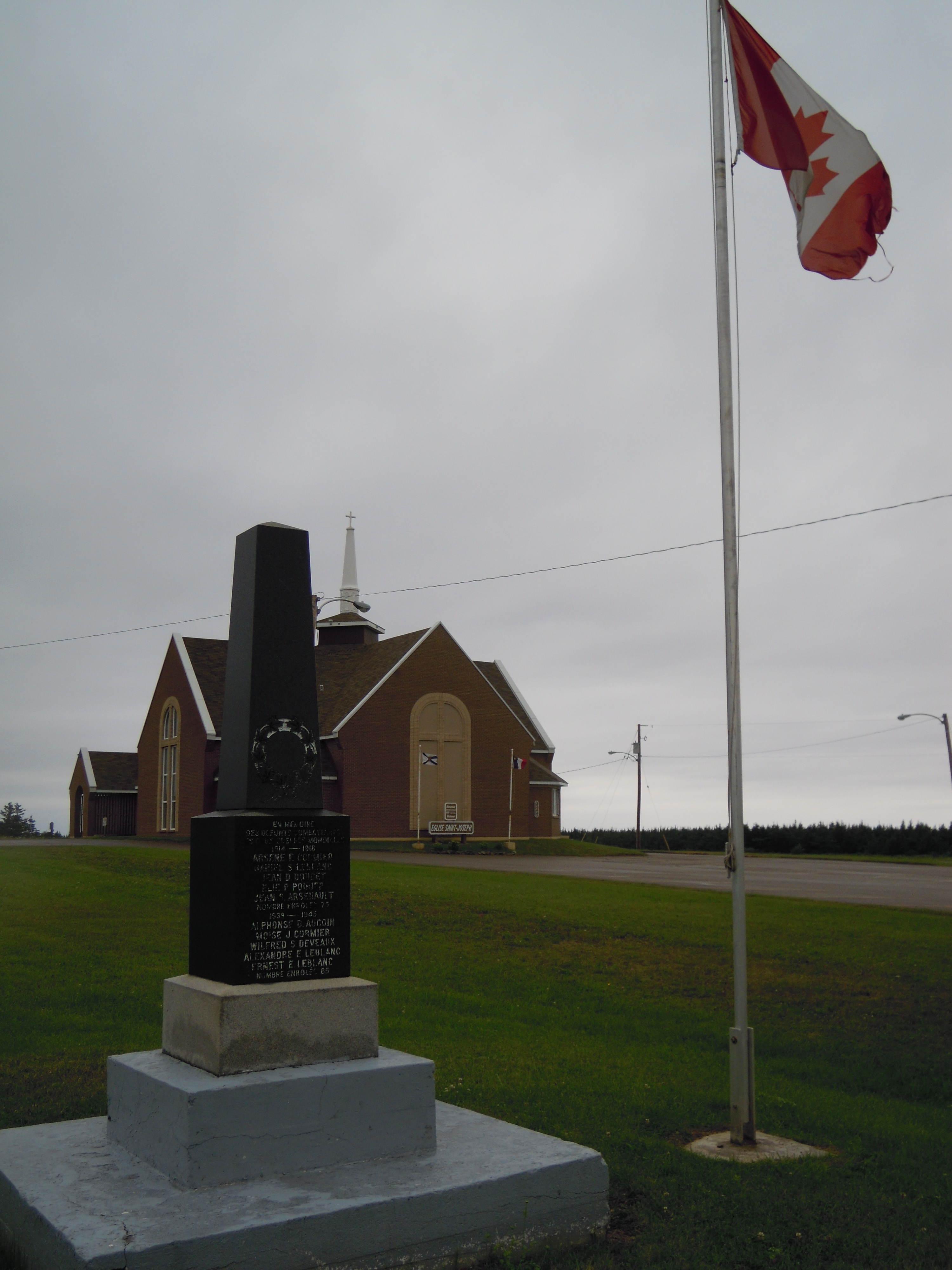
Église Saint-Joseph et monument aux Morts.

### Personnalités
- Alexandre Joseph Doucet (1880-1951), agriculteur et homme politique, né à Grand-Étang.
- Mgr Patrice-Alexandre Chiasson (Grand-Étang, 1867 - Bathurst, 1942), troisième évêque de Bathurst de 1920 à sa mort.